# François-Joseph Bonnault d'Houet
François-Joseph Bonnault d'Houet (ou Bonneau d'Houet), né le 22 mars 1752 à Bourges et décédé le 16 juillet 1820 au même lieu, fut un noble et un homme politique français. Il est député suppléant aux États généraux de 1789, président du conseil général du Cher et maire de Bourges à la fin du Premier Empire et au début de la Restauration.

## Biographie

### Origines et début de carrière
Cette famille d'ancienne noblesse d'extraction est originaire du Berry. François-Joseph est le fils de François Antoine de Bonnault, seigneur de Villemenard, Houët, vicomte de Saint-Germain-du-Puy, et de Catherine Turpin.
Il choisit la voie militaire et entre comme volontaire au régiment du Roussillon en 1771, avant de devenir deux ans plus tard sous-lieutenant de dragons au régiment Mestre-de-camp. En 1779, il est promu capitaine au sein du même régiment.
En 1781 il épouse Marie Françoise de Biet, fille de Clément de Biet, seigneur de Moulins-sur-Yèvre, capitaine de dragons, chevalier de Saint Louis, et de Marie-Françoise de Doullé.
En 1786 le vicomte de Bonnault entre au sein de l'administration de la province de Berry, puis siège à la commission intermédiaire, ce qui lui donne une première expérience de gestionnaire.

### Un révolutionnaire très modéré
En 1789, Bonnault adresse un mémoire au ministre Necker, dans lequel il soutient que le tiers-état ne peut être assimilé au peuple, étant un état intermédiaire entre la noblesse et le peuple. Ainsi il réclame la création d'un quatrième ordre afin que le petit peuple des campagnes bénéficie de représentants aux États généraux.
La même année il est élu député suppléant aux États généraux pour la noblesse du Berry. Il n'y siège pas. Noble libéral hostile à tout bouleversement de la société, il se classe dans le parti des Monarchiens.
Révolutionnaire très modéré, le vicomte de Bonnault d'Houet est difficilement élu au conseil du département du Cher en juin 1790. Il est également administrateur du district de Bourges et soutient une ligne politique conservatrice.
Le 18 janvier 1791 il succède à l'abbé de Vélard comme suppléant de Dumont de la Charnaye, le procureur-général-syndic du département. Avec ce dernier, il soutient le clergé réfractaire et s'oppose au très patriote évêque constitutionnel Torné. Il va même jusqu'à offrir refuge sur ses terres aux prêtres réfractaires.
Victime de la poussée des jacobins locaux, il doit démissionner de son poste le 30 septembre 1791.

### Émigration et emprisonnements
Après son départ du pouvoir, Bonnault rejoint l'émigration et s'engage au sein de l'armée des Princes en tant que garde du corps.
En 1792, il revient en France, en invoquant la maladie de son épouse. L'administration lui cherche alors quelques ennuis dont il parvient à se défaire contre une caution. Il réussit à être porté sur la liste des émigrés rentrés. Puis il réintègre la société berruyère et participe toujours à la vie civique puisqu'il est président de la commission administrative des hospices de Bourges.
Au printemps 1793, ce royaliste est incarcéré quelques jours avant d'être consigné en son domicile de Sainte-Thorette. Il est de nouveau incarcéré à l'automne avec son épouse en tant que suspect. Placés sous séquestre, ses biens sont saisis en avril 1794. La chute de Robespierre ne lève pas les soupçons d'incivisme pesant sur sa personne car il doit patienter jusqu'en novembre pour être libéré.

### À la tête du département
Retiré de la vie politique sous le Directoire, le vicomte vit en propriétaire terrien très aisé. Il possède ainsi le domaine de Chamroi à Lunery ainsi que d'autres terres à Sainte-Thorette et à Lapan où se trouve le domaine d'Houet.
Le Consulat le sort de sa retraite en le nommant conseiller général du Cher le 1er prairial an VIII (21 mai 1800). Deux ans plus tard, il redevient administrateur des hospices de Bourges. En l'an XII, il entre au conseil municipal.
Parfaite incarnation des vieilles élites ralliées au régime napoléonien, Bonnault d'Houet accède au sommet de sa carrière politique en devenant président du Conseil général en 1807. Administrateur compétent et notable très respecté, le président de Bonnault est très bien considéré par les rapports préfectoraux.

### Maire bonapartiste
En 1811, le gouvernement impérial le choisit tout naturellement pour succéder à Callande de Clamecy à la tête de la mairie de Bourges. Son administration se déroule sans histoire et emporte la satisfaction générale. En 1812, il est présenté par le collège électoral du département comme candidat au Corps législatif. Il fait ensuite partie de la délégation envoyée à l'empereur pour porter l'adresse de fidélité rédigée à l'occasion de la naissance du roi de Rome. Il en est récompensé en recevant l'ordre de la Réunion.
En 1813 toutefois, le maire de Bourges s'insurge contre la levée du contingent des Gardes d’Honneur assigné au département. Il écrit même directement au ministre de l'Intérieur afin que son fils puisse être exempté par la mobilisation. Celui-ci recevra une semi-consolation en étant directement promu sous-officier.
Un décret impérial du 7 janvier 1814 lui confère le titre de Baron de l'Empire, décret non suivi de lettres patentes .

### Maire royaliste
Son seul fils survivant ayant été enrôlé dans les armées impériales, Bonnault accueille la Restauration , en avril 1814, avec soulagement et se rallie avec enthousiasme à Louis XVIII, faisant valoir son passé d'émigré. Le 1er mars 1815, il est récompensé en étant fait chevalier de la Légion d'honneur.
Hélas pour lui les Cent-Jours viennent ébranler son règne sur la cité berruyère. Considéré désormais comme un fervent royaliste, il est exclu du conseil général puis chassé de la mairie par l'envoyé spécial de Napoléon, le comte Colchen.
Ce n'est toutefois qu'une parenthèse car la Seconde Restauration lui restitue ses fonctions dès juillet 1815. Mais le nouveau gouvernement le juge pusillanime, trop tiède et peu fiable. En 1816, les rapports du préfet de Villeneuve ne lui sont pas favorables.

### Retraite
Sollicitant son âge et ses affaires, et sentant le vent tourner, Bonnault présente sa démission de maire en 1817, bientôt acceptée par le gouvernement. Il est remplacé par le président du conseil général Philippe-Jacques de Bengy de Puyvallée, qui cependant refusera cette nomination. Alexandre Gassot de Fussy lui succédera finalement.
Il meurt peu de temps après en 1820.

## Famille
De son mariage avec Marie-Françoise de Biet, François-Joseph de Bonnault d'Houët eût quatre enfants :
1. Joseph de Bonnault d'Houet (1782-1805), marié en 1804 avec Marie-Madeleine de Bengy (1781-1858), fondatrice, pendant son veuvage, de la communauté des Fidèles compagnes de Jésus, dont un fils unique, Eugène de Bonnault, fixé en Picardie, qui est notamment le père de l'historien Xavier de Bonnault d'Houët [2].
2. Bathilde de Bonnault, fondatrice de la Maison des orphelines de Bourges (1783-1834), sans alliance ;
3. Maurice de Bonnault, officier aux grenadiers à cheval de la Garde Royale, chevalier de la Légion d'Honneur (1786-1832). Il achète le domaine de Bar, à Flavigny, en 1822, maire de Flavigny de 1822 à 1832, marié en 1818 avec Catherine Luce Boityère de Saint Georges, dont postérité[3] ;
4. Adèle de Bonnault (1790-1879), mariée en 1813 avec Louis Jouslin de Noray, magistrat, procureur général à Bourges de 1826 à 1830, chev. LH (1782-1831). Sans postérité.

## Pour approfondir

### Sources
- Marcel Bruneau, Les débuts de la révolution dans les départements du Cher et de l'Indre (1789-1791), Paris, Hachette, 1902, 468 p.
- Romain Gayon, Institutions et notables de Bourges 1788-1795, Bourges, Cercle généalogique du Haut-Berry, 2010.
- Guillaume Lévêque, Grands notables du Premier Empire, Cher, Paris, 2010, Paris, Guénégaud, p. 99-104.
- Gustave Chaix d'Est-Ange, Dictionnaire des familles françaises anciennes ou notables à la fin du XIXe siècle, tome 5, pages 231 à 233 Bonnault d'Houet